# كلير ليو
كلير ليو (بالإنجليزية: Claire Liu)‏ هي لاعب كرة مضرب أمريكية، ولدت في 25 مايو 2000 في ثاوزند أوكس في الولايات المتحدة.

## وصلات خارجية
- كلير ليو على موقع رابطة محترفات التنس (الإنجليزية)
- كلير ليو على موقع الاتحاد الدولي لكرة المضرب (الإنجليزية)
- كلير ليو على موقع بطولة ويمبلدون (الإنجليزية)
- كلير ليو على موقع خلاصة التنس.كوم (الإنجليزية)
- كلير ليو على موقع إي إس بي إن.كوم (الإنجليزية)